# Aleksandra Kislova
Pour les articles homonymes, voir Kislova.
Aleksandra Vladimirovna Kislova est une joueuse d'échecs soviétique puis russe née le 20 décembre 1946 à Frounzé qui fut cinquième du tournoi des candidates en 1967.

## Biographie et carrière
Aleksandra Kislova finit deuxième du championnat d'URSS féminin (derrière Nana Alexandria lors de sa première participation à la finale. Grâce à ce résultat, elle reçut le titre de maître international féminin et se qualifia pour le tournoi des candidates au championnat du monde d'échecs féminin. Lors du tournoi des candidates disputé à Subotica en septembre-octobre 1967, elle marqua 10,5 points en 15 parties et finit cinquième du tournoi des candidates.
Elle fut championne de la RSFSR en 1974 et 1975.
En 1975, elle remporta le championnat d'URSS par équipes et la médaille d'or individuelle au deuxième échiquier féminin de la RSFSR avec 8 points marqués en 9 parties.